# Gać (gmina)

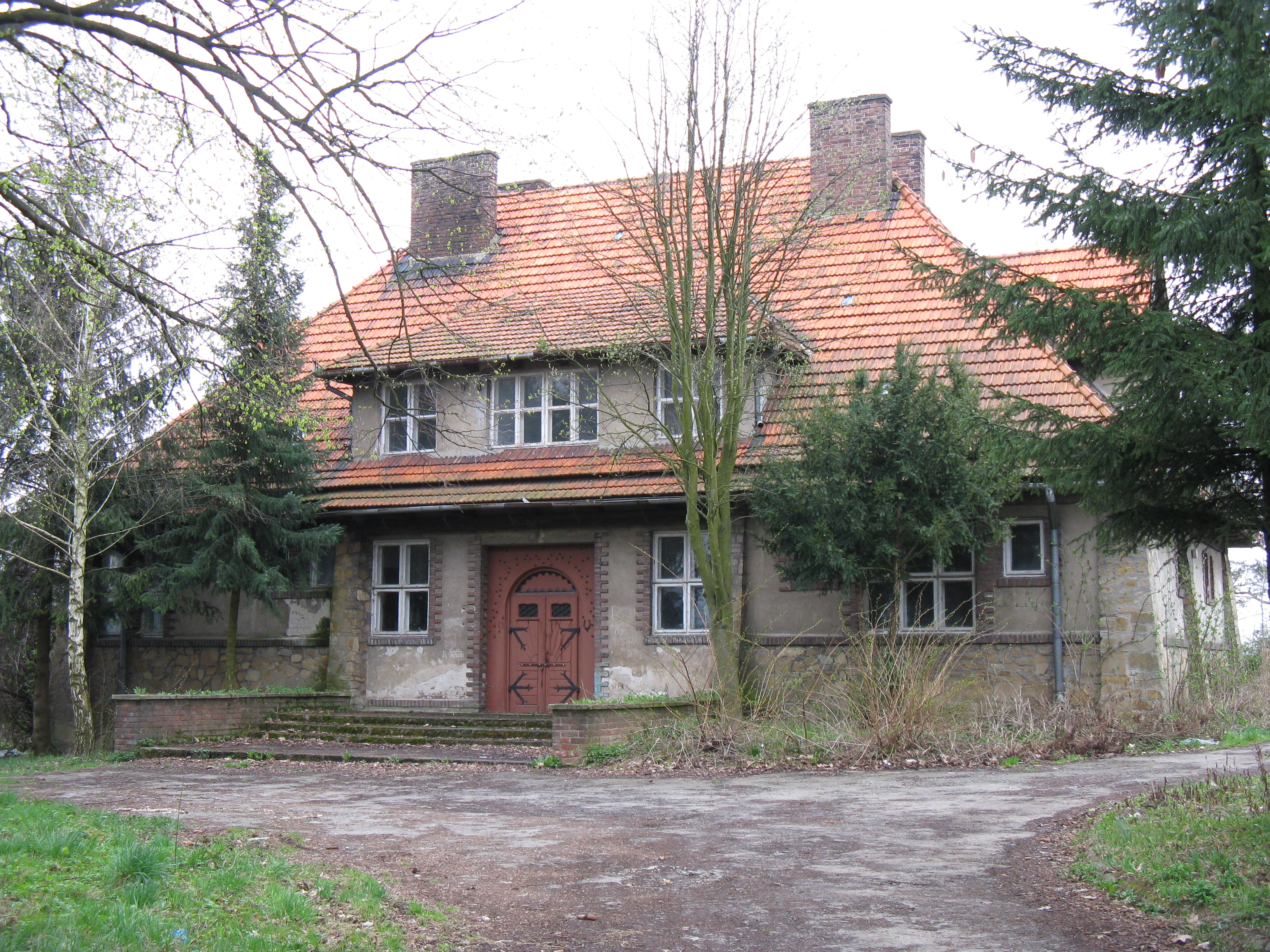
Uniwersytet Ludowy w Gaci

Gać – gmina wiejska w województwie podkarpackim, w powiecie przeworskim. W latach 1975–1998 gmina położona była w województwie przemyskim.
Siedziba gminy to Gać.
Według danych z 30 czerwca 2004 gminę zamieszkiwało 4571 osób. Natomiast według danych z 31 grudnia 2017 roku gminę zamieszkiwało 4618 osób.

## Charakterystyka
Jest to typowa gmina rolnicza. Dominują tu małe indywidualne gospodarstwa rolne w przedziale od 2 do 5 ha. Charakterystycznym składnikiem środowiska przyrodniczego jest krajobraz pagórkowaty, rolniczy. Nie występują lasy, można spotkać tylko zadrzewienia i zakrzewienia na podmokłych terenach. Nie ma tu gleb zdegradowanych. Główna rzeka w gminie to Markówka należąca do III klasy czystości wód.

## Struktura powierzchni
Według danych z roku 2002 gmina Gać ma obszar 35,95 km², w tym:
- użytki rolne: 91%
- użytki leśne: 0%

Gmina stanowi 5,15% powierzchni powiatu.

## Miejscowości w gminie
| Sołectwo  | Ludność | Sołtys             | Parafia                              | Szkoła             | Geodezyjny identyfikator obrębu ewidencyjnego |
| --------- | ------- | ------------------ | ------------------------------------ | ------------------ | --------------------------------------------- |
| Białoboki | 676     | Ryszard Balawender |                                      | Szkoła podstawowa  | 181403_2.0001                                 |
| Dębów     | 1 219   | Jan Pieniążek      | Parafia NMP Królowej Polski          | Szkoła popdstawowa | 181403_2.0002                                 |
| Gać       | 1 524   | Zbigniew Sas       | Parafia Wniebowzięcia NMP            | Szkoła podstawowa  | 181403_2.0003                                 |
| Mikulice  | 504     | Marian Majcher     |                                      |                    | 181403_2.0004                                 |
| Ostrów    | 370     | Józef Reizer       | Parafia św. Fabiana i św. Sebastiana | Szkoła podstawowa  | 181403_2.0005                                 |
| Wolica    | 231     | Genowefa Ogryzek   |                                      |                    | 181403_2.0006                                 |

## Demografia

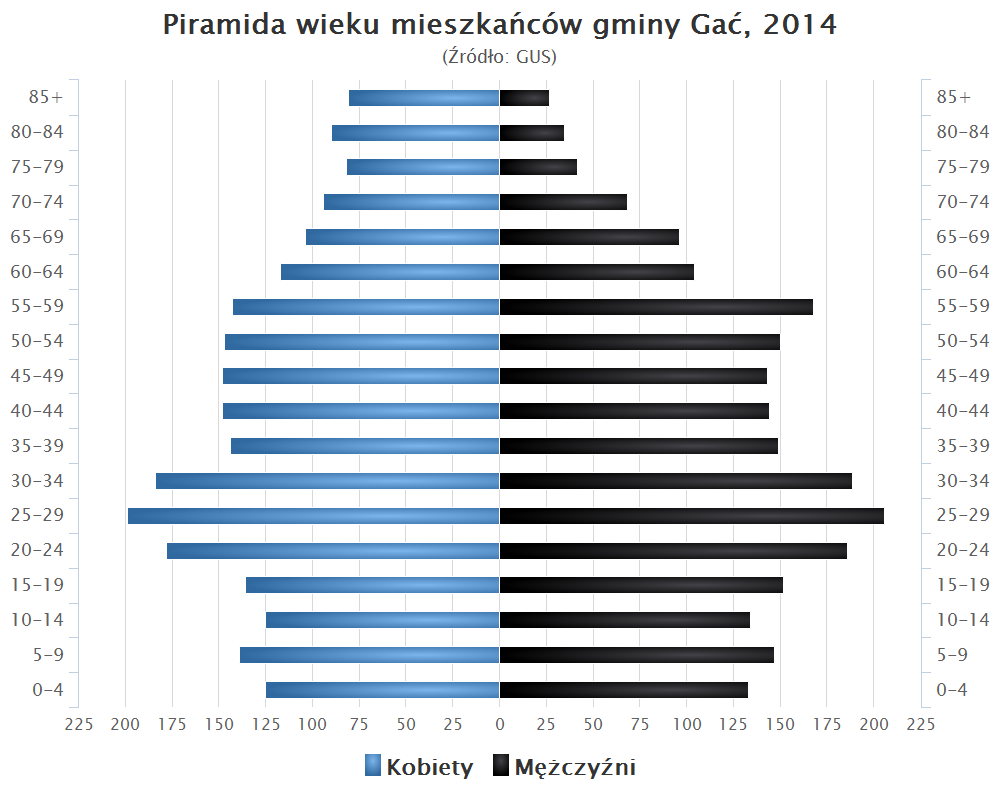
Piramida wieku mieszkańców gminy Gać w 2014 roku

Dane z 31 grudnia 2017 roku.
| Opis                              | Ogółem | Ogółem | Kobiety | Kobiety | Mężczyźni | Mężczyźni |
| --------------------------------- | ------ | ------ | ------- | ------- | --------- | --------- |
| jednostka                         | osób   | %      | osób    | %       | osób      | %         |
| populacja                         | 4 618  | 100    | 2 364   | 51,2    | 2 254     | 48,8      |
| gęstość zaludnienia (mieszk./km²) | 128    | 128    | 66      | 66      | 62        | 62        |

## Sąsiednie gminy
Kańczuga, Łańcut, Markowa, Przeworsk